# Bornsiek
Bornsiek ist ein Ortsteil von Isenbüttel, einer Gemeinde im Landkreis Gifhorn in Niedersachsen.

## Geografie und Verkehrsanbindung
Der Wohnplatz Bornsiek liegt nordwestlich des Dorfes Isenbüttel, an der Landesstraße 292 von Isenbüttel nach Gifhorn, die in Bornsiek als Gifhorner Straße bezeichnet wird. Weitere Straßen in Bornsiek sind Am Bornsiek und Bornsieksweg.
Linienbusse der Verkehrsgesellschaft Landkreis Gifhorn fahren von der Haltestelle Isenbüttel Bornsiek, die auch als Isenbüttel Siedlung bezeichnet wird, bis nach Gifhorn und über Isenbüttel bis nach Wolfsburg. An Schultagen fahren Linienbusse auch nach Vollbüttel und Braunschweig-Wenden, sowie im Berufsverkehr von Montag bis Freitag bis in das Volkswagenwerk Wolfsburg.

## Geschichte
1913 wurde der Abschnitt der Bahnstrecke Braunschweig–Wieren zwischen den Bahnhöfen Rötgesbüttel und Isenbüttel nach Osten verlegt, und Isenbüttel bekam einen neuen Bahnhof, der näher am Dorf Isenbüttel als sein bisheriger Bahnhof lag. Der neue Bahnhof bekam die Bezeichnung Isenbüttel-Dorf, der bisherige Bahnhof Isenbüttel wurde von diesem Zeitpunkt an als Bahnhof Isenbüttel-Gifhorn bezeichnet.
Das Empfangsgebäude des Bahnhofs Isenbüttel-Dorf stand südlich der Bahnstrecke. Im Umfeld des Bahnhofs, an der Nordseite der Straße von Isenbüttel nach Gifhorn, befanden sich eine Gaststätte und ein Sägewerk.
Nach dem Zweiten Weltkrieg wurde gegenüber dem Bahnhof die Siedlung Bornsiek erbaut, die aus rund 30 Wohnhäusern besteht.
1976 wurde der Bahnhof Isenbüttel-Dorf geschlossen, am 30. Mai 1976 hielt dort zum letzten Mal ein planmäßiger Zug. Das Empfangsgebäude wurde abgerissen. Die Gaststätte wurde als Bordell Liebesinsel, später als Beau Rivage betrieben.
Zur Infrastruktur von Bornsiek gehört ein Postbriefkasten, Kindern steht ein Spielplatz zur Verfügung. Einkaufsmöglichkeiten des täglichen Bedarfs und Gastronomie sind heute in Bornsiek nicht vorhanden.